# Det Norske Teatret

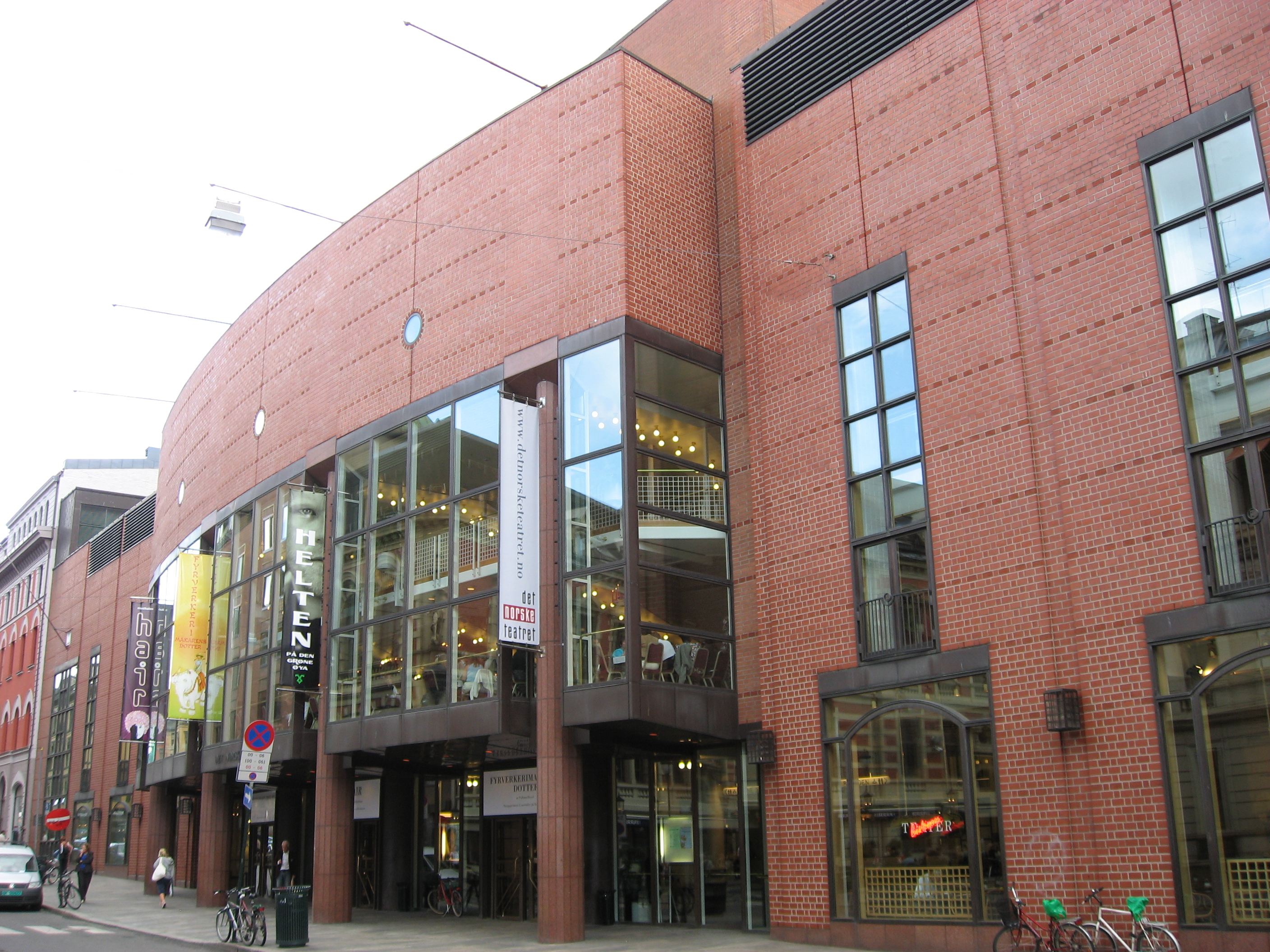
Sitz des Theaters seit 1985

Det Norske Teatret (deutsch „Das Norwegische Theater“) ist ein Theater im Zentrum von Oslo, das überwiegend Stücke in Nynorsk und norwegischen Dialekten aufführt. Das Theater wurde am 22. November 1912 gegründet, erste Leiterin war Hulda Garborg.
Am 6. Oktober 1913 erfolgte in Anwesenheit des norwegischen Königs Håkon VII. die erste Vorstellung. Gespielt wurde die Komödie Jeppe på Berget (dt. „Jeppe auf dem Berg“) von Ludvig Holberg, die von Arne Garborg übersetzt wurde. Die folgenden Aufführungen waren von Störungen vor dem Theater geprägt, wo Verfechter des Riksmål versuchten, die Vorstellungen zu stoppen. Ähnliches geschah 1948, als das Theater Peer Gynt in einer neu-norwegischen Fassung mit Musik von Harald Sæverud aufführte.
Nach mehreren Umzügen befindet sich das Theater seit 1985 in der Osloer Kristian IVs gate. Es ist in Norwegen bekannt für seine Musical-Inszenierungen; die größten Erfolge waren Les Misérables, Cats und Piaf.
Als einziges größeres Theater in Norwegen wird Det Norske Teatret nicht staatlich, sondern von Vereinen betrieben. Da der Staat aber jährlich ungefähr 100 Millionen Norwegische Kronen als Zuschuss gewährt, wird die Leitung von staatlicher Seite bestimmt.
Das Gebäude in der Kristian IVs gate wurde 1986 mit dem norwegischen Architekturpreis Betongtavlen ausgezeichnet.
Der aktuelle Theaterchef ist Vidar Sandem.